# Grijsrugboomgors
De grijsrugboomgors (Poospiza goeringi synoniem: Hemispingus goeringi) is een zangvogel uit de familie Thraupidae (tangaren).

## Verspreiding en leefgebied
Deze soort is endemisch in de Andes van westelijk Venezuela.